# 3081 Martinůboh
3081 Martinůboh là một tiểu hành tinh vành đai chính với chu kỳ quỹ đạo là 1367.7143802 ngày (3.74 năm).
Nó được phát hiện ngày 16 tháng 10 năm 1971.